# Aštamangala

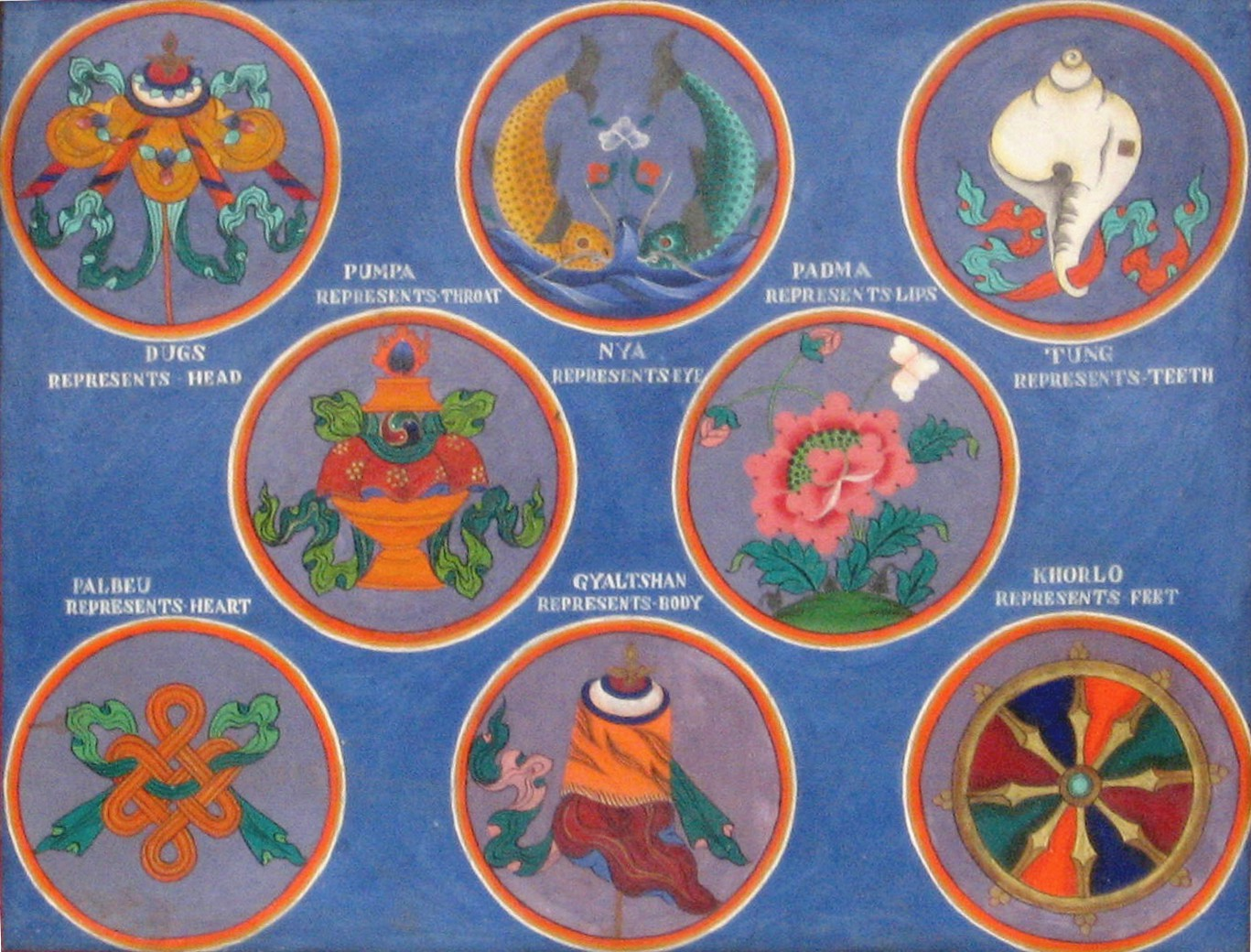
Osm symbolů přinášejících štěstí.

Osm šťastných symbolů (v sanskrtu aštamangala; tibetsky taši taggjä) je název pro osm symbolů, které jsou oblíbenými vyobrazeními zejména v tibetském buddhismu. Jedná se původně o tradiční indické symboly, které buddhismus přejal a mírně si je upravil pro své potřeby. Osm šťastných symbolů se vyskytuje i např. v džinismu, ale zde nejsou tak oblíbené jako v buddhismu. Osm šťastných symbolů tvoří následující vyobrazení:
1. Slunečník (skt. čhatra; tib. dug)
2. Zlaté ryby (skt. suvarnamatsja; tib. ser ňa)
3. Váza (skt. nidhána-kumbha; tib. tergji bumpa)
4. Lotos (skt. padma; tib. padma čhukje)
5. Pravotočivá mušle (skt. dakšinávarta-šankha; tib. dunggjä khjil)
6. Nekonečný uzel (skt. šrívatsa; tib. pal beu)
7. Praporec vítězství (skt. dhvadža; tib. gjalcchän)
8. Kolo (skt. (dharma)čakra; tib. khorlo)

Jejich kombinace může být různá, mohou být vyobrazovány společně vedle sebe, odděleně nebo dokonce všechna v jednom vyobrazení najednou, každopádně by se měly vyskytovat v tomto pořadí. Jsou často vyobrazovány nejen na modlitebních praporcích, zdech domů, klášterů a chrámů , ale i na tělech zemřelých. Dříve to byly symboly královské hodnosti. Využívali se při některých královských ceremonií, včetně korunovací. Věří se, že tyto symboly nabídl Bůh Buddhovi ve stavu nirvány.

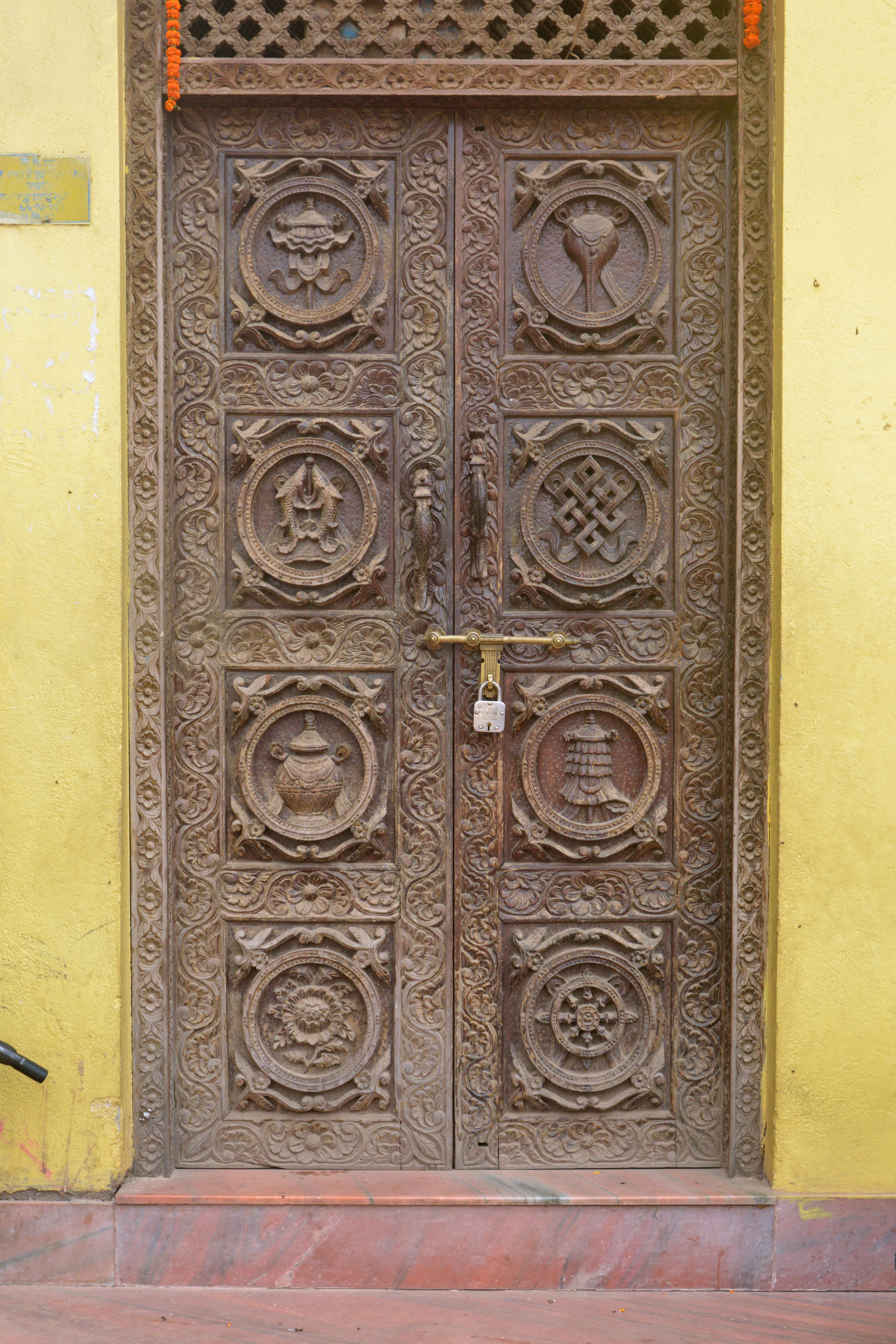
Osm symbolů na dřevěných dveřích v Nepálu

V čínském buddhismu zastupují symboly osm životně důležitých orgánů, u kterých se využívá odlišné pořadí. Kolo představuje srdce, pravotočivá mušle značí žlučník, praporec vítězství plíce, slunečník slezinu, symbol lotosu játra, váza by měla naznačovat břišní oblast, symbol zlatých ryb představuje ledviny a nekonečný uzel střeva.

## Jednotlivé symboly

Symboly:
Slunečník
Zlaté ryby
Váza
Lotos
Pravotočivá mušle
Nekonečný uzel
Vítězný prapor
Kolo dharmy

### Slunečník
Slunečník neboli také deštník značí křídla buddhismu. Bezpečí, které poskytuje tomu, kdo se vydá jeho cestou. Chrání především před utrpením a temným silami zla.

### Zlaté ryby
Symbol dvou zlatých ryb reprezentuje řeku Ganga a její přítok řeku Jamuna. V běžném životě přináší štěstí, bohatství a svobodu, naznačuje to také zvolený druh ryby - kapr. V celé Asii je tato ryba považována za posvátnou. V buddhismu představuje odvahu a nebojácnost. Chrání před utonutím v řece utrpení.

### Váza
Symbol vázy, nádoby s pokladem či posvátné vázy je spojován se štěstím, krásou a bohatstvím. Také to symbolizuje dlouhověkost, zdraví a prosperitu.

### Lotos
Symbol lotosu nese mnoho významů, mimo jiné představuje přirozenost lidstva. Stejně jako kořeny rostliny, které vedou skrz bahnitou část, prorostou, aby vytvořily listy a následně květ. To znázorňuje vznik lidstva, povstání z bahnitého základu, aby poté mohlo rozkvést. V přeneseném slova smyslu to také naznačuje cestu k osvícení, původ čistoty duše, a mysli. Voda pod plovoucím květem má představovat touhy a chtíče. (související: Lotos)

#### Barvy lotosu
- Bílá barva představuje čistotu duše
- Růžová barva zastupuje tradičního Buddhu
- Fialová barva značí mysticismus
- Červená barva - láska a soucit
- Modrá barva znamená moudrost[5]

### Pravotočivá mušle
Dříve byla lastura využívána jako roh, který oznamoval určitou činnost či sděloval informace. V buddhismu tón pravotočivé mušle představuje příjemný hluboký tón dharmy, znamení k probuzení učedníků před Buddhovým učením. Také to reprezentuje Buddhovy myšlenky.

### Nekonečný uzel
Nekonečný uzel nebo také věčný uzel zobrazuje propojenost všeho. Vzájemné propojení náboženství a světskosti, moudrosti a soucitu. Také je to symbol nekonečna, kde se nevyskytuje ani začátek ani konec a Buddhova moudrost a soucit jsou velmi dalekosáhlé.

### Praporec vítězství
Symbol praporce značí vítězství nad bojem. Byl často vyobrazován na vlajkách ve válce. Z hlediska buddhismu se stává vzorem k překonání svých tužeb, nenávistí a chtíčů při cestě za osvícením. Stejně jako Buddha překonal své touhy k dosáhnutí nirvány. (související: Mara)

### Kolo
Kolo neboli kolo dharmy značí symbol transformace a točí se od té doby, co Buddha poprvé předal své učení žákům. Je sestaveno z osmi dílů, kde každý má svůj význam (pochopení, myšlení, řeč, jednání, život, usilování, záměry, meditace).
(související: Dharmačakra)

## Sekvence významu symbolů v Buddhismu
Jednotlivé symboly se v Buddhismu používají v následném pořadí: slunečník, zlaté ryby, váza, lotos, pravotočivá mušle, nekonečný uzel, praporec vítězství a kolo dharmy. Ve výsledku se jednotlivě propojují a provází danou osobu během duchovní cesty.
Schovat se pod slunečník buddhismu, být vždy mírumilovný a harmonický s ostatními, zbohatnout vnitřní moudrostí a soucitem, vážit si čistoty své mysli a svých jednání, naslouchat vzácným slovům svaté dharmy, vynaložit velké úsilí k dosažení osvícení, zvítězit nad bludy a klamy a nakonec pomáhat ostatním otočením kola dharmy.

## Galerie

Symboly v umění:
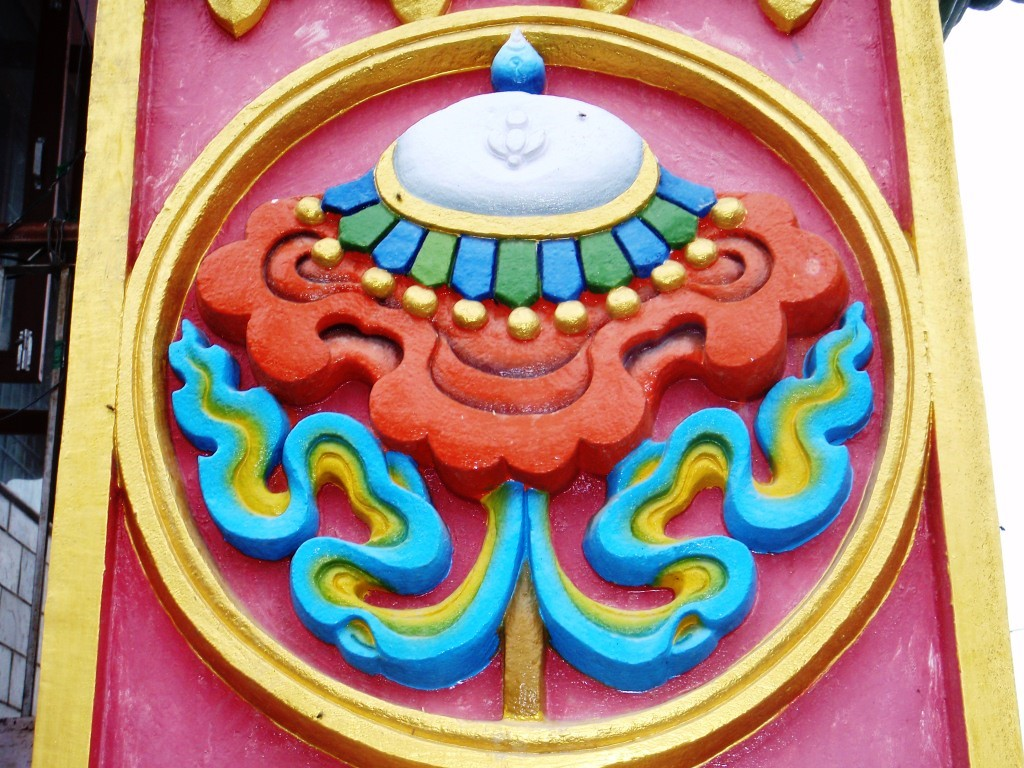
Slunečník
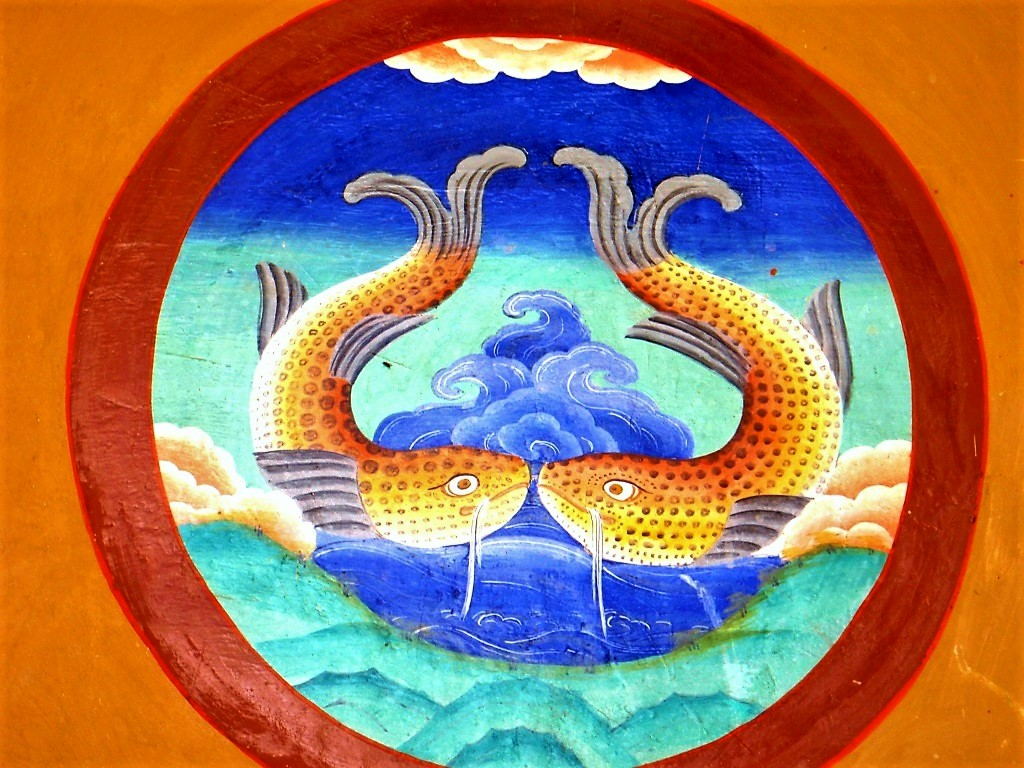
Zlaté ryby
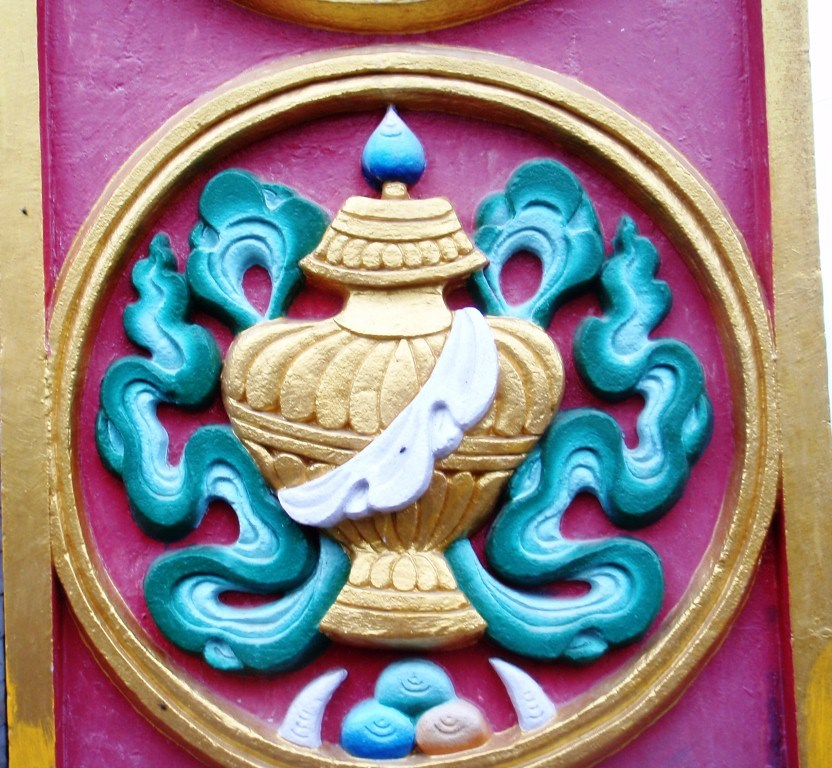
Váza
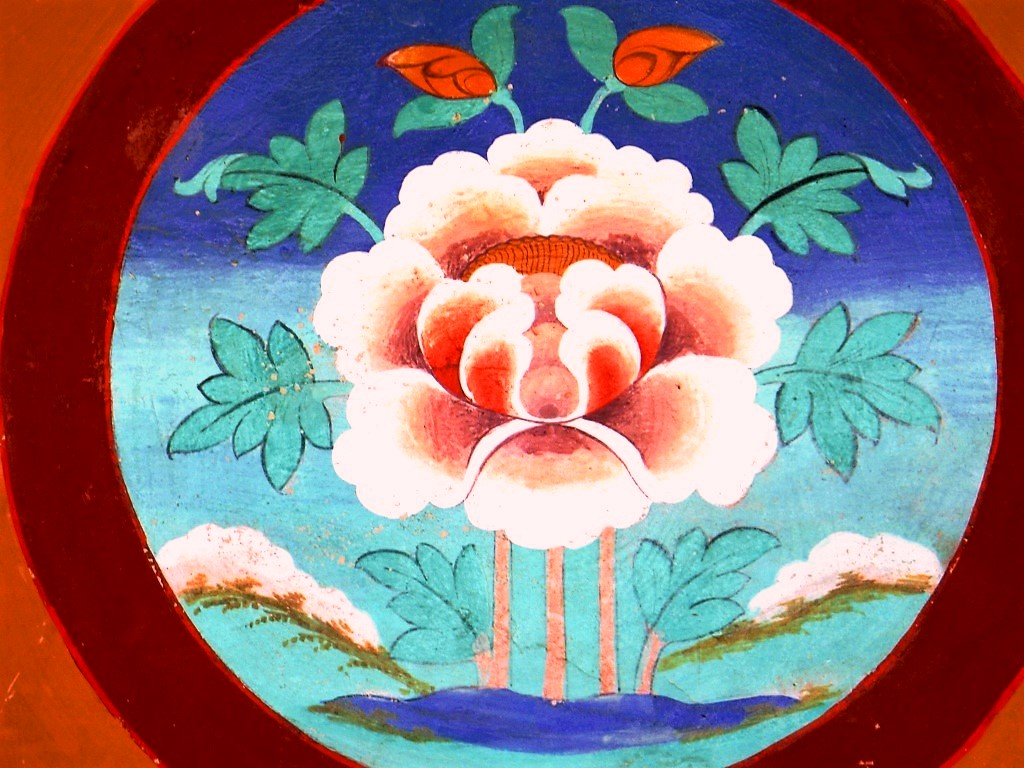
Lotos
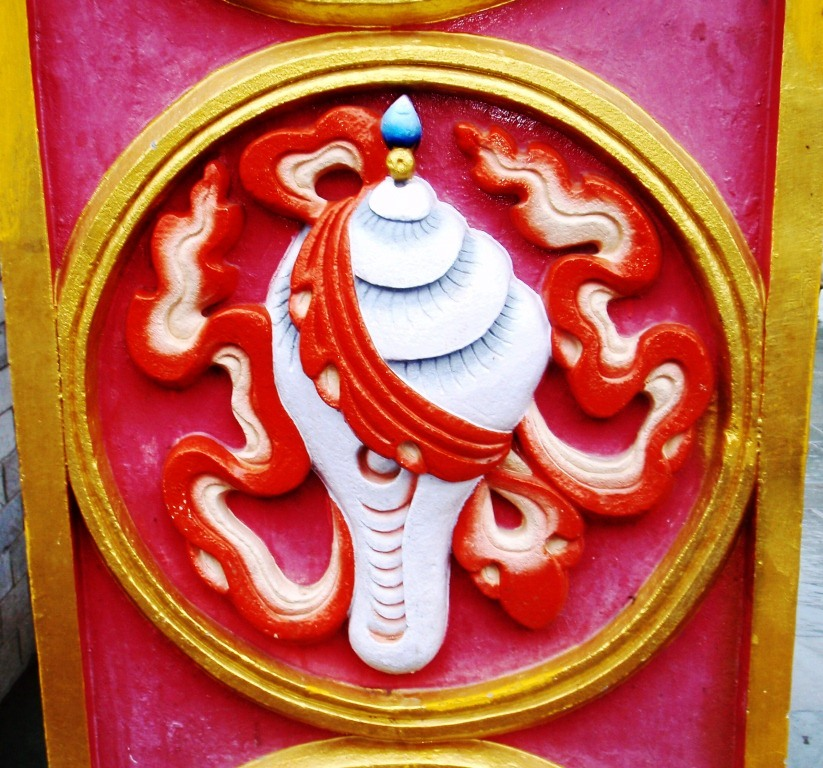
Pravotočivá mušle
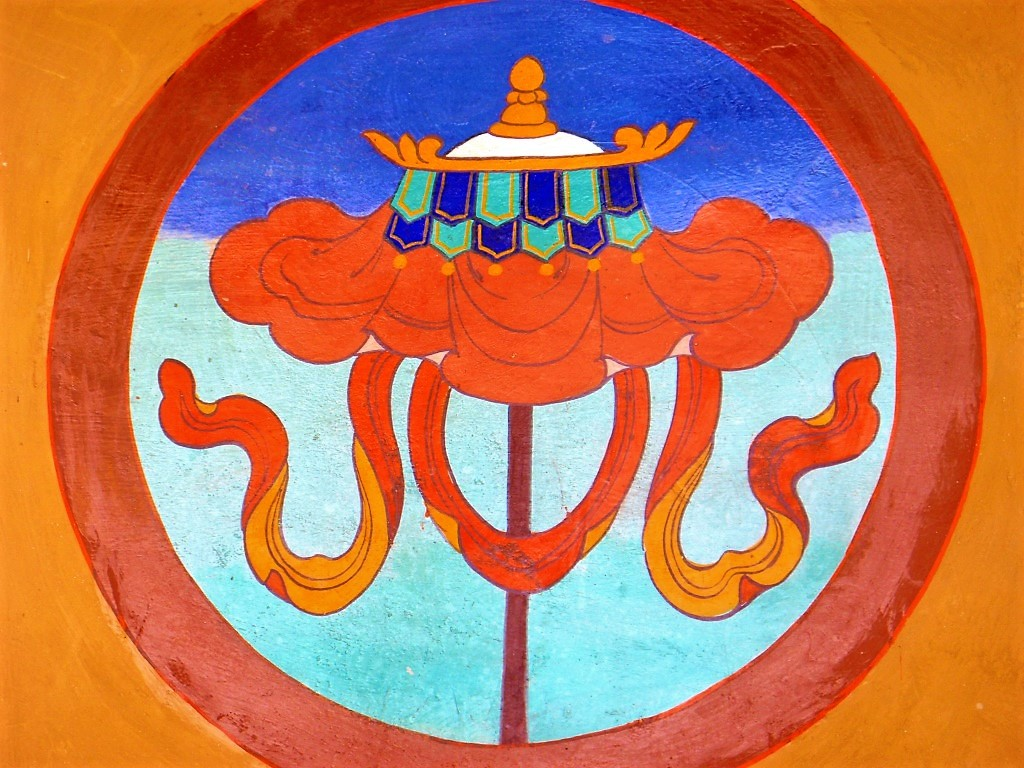
Vítězný prapor